# Nușfalău
Nușfalău es una comuna ubicada en el distrito de Sălaj, Rumania.

## Superficie
Posee una superficie de 51,31 kilómetros cuadrados.

## Demografía
Hasta 2021 la población era de 3772 habitantes, con una densidad de población de 73,51 habitantes por kilómetro cuadrado.